# Systasis vischnu
Systasis vischnu är en stekelart som först beskrevs av Victor Ivanovitsch Motschulsky 1863.  Systasis vischnu ingår i släktet Systasis och familjen puppglanssteklar. Inga underarter finns listade i Catalogue of Life.